# زیردریایی کی-۲۱۹
زیردریایی کی-۲۱۹ (به انگلیسی: Soviet submarine K-219) یک زیردریایی بود که طول آن ۱۲۹٫۸ متر (۴۲۵ فوت ۱۰ اینچ) بود. این زیردریایی در سال ۱۹۷۱ ساخته شد.

## حادثه
سوم اکتبر 1986 هنگامی که این زیر دریایی در حال گشت زنی در اطراف اقیانوس اطلس شمالی و 1000 کیلومتری شمال شرق برمودا بود. یکی از موشک های درون سیلو آتش گرفت و انفجاری رخ داد و باعث شد درپوش سیلو نابود شود و آب اقیانوس وارد سیلو موشک شد در نتیجه آب شور اقیانوس با سوخت مایع موشک واکنش نشان داد و باعث تولید نیتریک اسید شد . یک منبع از طرف مقامات شوروی ادعا کرده برخورد زیر دریایی کی 219 با زیر دریایی آمریکایی (USS Augusta (SSN-710 باعث شده این حادثه رخ دهد با این حال نیروی دریایی آمریکا و حتی فرمانده زیر دریایی وجود هرگونه برخورد میان این دو زیردریایی را رد کردند. انفجاری که در سیلو 6 زیر دریایی رخ داد باعث شد راکت RSM-25 و دو سر جنگی این راکت وارد آب دریا شوند .